# نبرد سنگ‌اندازی

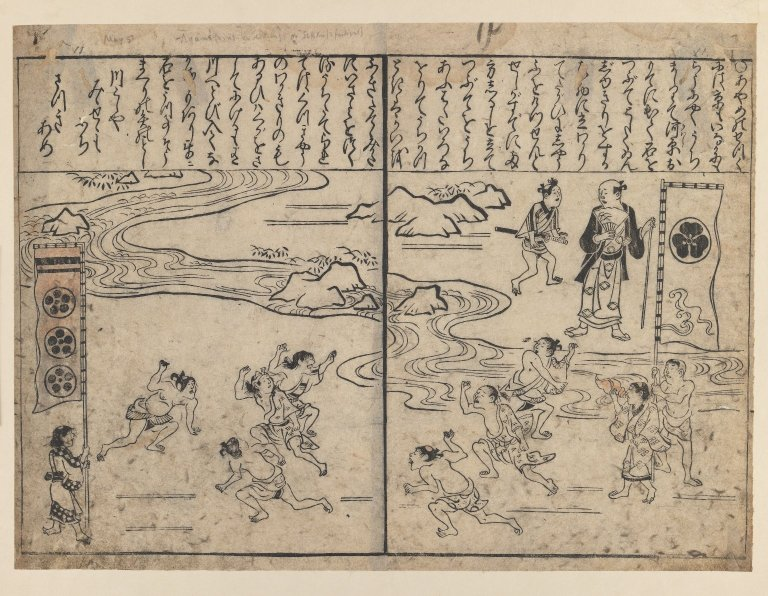
اثرهیساکاوا مورونوبو

نبرد سنگ‌اندازی، سئوکیجون (انگلیسی: Seokjeon) (به تلفظ کره‌ای) یک نوع بازی است که در برخی از نواحی در شرق آسیا رواج داشته‌است. در ژاپن این بازی در دوره سنگوکو به تقلید از نبردهای واقعی در روز ۵ مه به صورت یک رسم انجام می‌شده‌است. در این بازی افراد به دو گروه تقسیم شده و به طرف یکدیگر سنگ پرتاب می‌کردند. در برخی از مواقع برای حل مسائل مربوط به مالکیت آب یا زمین از نتیجه این بازی برای رفع اختلاف استفاده می‌شده و حق به برندگان داده می‌شده‌است. اصابت سنگ در برخی مواقع موجب زخمی شدن یا حتی مرگ افراد شرکت‌کننده یا تبدیل شدن به دعواهای شدید را در پی داشته و به همین سبب هوجو یاسوتوکی (۱۱۸۳ – ۱۲۴۲) سومین شیکن از شوگون‌سالاری کاماکورا دستور ممنوعیت این بازی را در زمان خود صادر می‌کند. گفته می‌شود که این بازی مورد علاقه اودا نوبوناگا بوده‌است.